# فینال‌های ان‌بی‌ای ۱۹۶۸
سری فینال‌های قهرمانی جهان ان‌بی‌ای ۱۹۶۸ مسابقات قهرمانی اتحادیهٔ ملی بسکتبال در فصل ۶۸–۱۹۶۷ می‌باشد که بین دو تیم بوستون سلتیکس از شرق و لس آنجلس لیکرز از غرب به انجام رسید. بوستون با پیروزی ۴–۲ برابر حریف خود برای دهمین بار طی دوازده فصل گذشته عنوان قهرمانی ان‌بی‌ای را از آن خود کرد. بازی ۶ سری فینال ۱۹۶۸ نخستین رقابتی در NBA بود که در طول ماه مه برگزار شد.

## خلاصه سری
| بازی   | تاریخ    | تیم میزبان     | نتیجه                     | تیم مهمان      |
| ------ | -------- | -------------- | ------------------------- | -------------- |
| بازی ۱ | ۲۱ آوریل | بوستون سلتیکس  | ۱۰۷–۱۰۱ (۱–۰)             | لس آنجلس لیکرز |
| بازی ۲ | ۲۴ آوریل | بوستون سلتیکس  | ۱۱۳–۱۲۳ (۱–۱)             | لس آنجلس لیکرز |
| بازی ۳ | ۲۶ آوریل | لس آنجلس لیکرز | ۱۱۹–۱۲۷ (۱–۲)             | بوستون سلتیکس  |
| بازی ۴ | ۲۸ آوریل | لس آنجلس لیکرز | ۱۱۹–۱۰۵ (۲–۲)             | بوستون سلتیکس  |
| بازی ۵ | ۳۰ آوریل | بوستون سلتیکس  | ۱۲۰–۱۱۷ (وقت اضافه) (۳–۲) | لس آنجلس لیکرز |
| بازی ۶ | ۲ مه     | لس آنجلس لیکرز | ۱۰۹–۱۲۴ (۲–۴)             | بوستون سلتیکس  |

سلتیکس برندهٔ سری ۴–۲
|                | بازی ۱ | بازی ۲ | بازی ۳ | بازی ۴ | بازی ۵ | بازی ۶ | امتیاز نهایی |
| بوستون سلتیکس  | ۱۰۷    | ۱۱۳    | ۱۲۷    | ۱۰۵    | ۱۲۰    | ۱۲۴    | ۴            |
| لس آنجلس لیکرز | ۱۰۱    | ۱۲۳    | ۱۱۹    | ۱۱۸    | ۱۱۷    | ۱۰۹    | ۲            |

امتیاز رنگی، امتیاز تیم میزبان و امتیاز برجسته، امتیاز تیم برنده است.

### بازی ۱
| ۲۱ |

| Rapport |

| لس آنجلس لیکرز ۱۰۱, بوستون سلتیکس ۱۰۷          |  |                          |
| امتیاز بر پایه وقت: ۲۸-۲۹, ۳۳-۱۹, ۴۴-۳۳, ۱۶-۲۶ |  |                          |
| امتیاز: جری وست ۲۵                             |  | امتیاز: Bailey Howell ۲۰ |
| بوستون پیشتاز سری ۱ بر ۰                       |  |                          |

### بازی ۲
| ۲۴ |

| Rapport |

| لس آنجلس لیکرز ۱۲۳, بوستون سلتیکس ۱۱۳          |  |                        |
| امتیاز بر پایه وقت: ۲۸-۲۷, ۲۶-۲۷, ۳۶-۲۷, ۳۳-۳۲ |  |                        |
| امتیاز: جری وست ۳۵                             |  | امتیاز: جان هاولیچک ۲۴ |
| سری برابر ۱ بر ۱                               |  |                        |

### بازی ۳
| ۲۶ |

| Rapport |

| بوستون سلتیکس ۱۲۷, لس آنجلس لیکرز ۱۱۹          |  |                    |
| امتیاز بر پایه وقت: ۳۶-۲۸, ۳۳-۳۴, ۳۴-۲۵, ۲۴-۳۲ |  |                    |
| امتیاز: جان هاولیچک ۲۷                         |  | امتیاز: جری وست ۳۳ |
| بوستون پیشتاز سری ۲ بر ۱                       |  |                    |

### بازی ۴
| ۲۸ |

| Rapport |

| بوستون سلتیکس ۱۰۵, لس آنجلس لیکرز ۱۱۸          |  |                    |
| امتیاز بر پایه وقت: ۲۱-۲۶, ۲۳-۲۶, ۳۱-۲۸, ۳۰-۳۸ |  |                    |
| امتیاز: Bailey Howell ۲۴                       |  | امتیاز: جری وست ۳۸ |
| سری برابر ۱ بر ۱                               |  |                    |

### بازی ۵
| ۳۰ |

| Rapport |

| لس آنجلس لیکرز ۱۱۷, بوستون سلتیکس ۱۲۰ (وقت اضافه)               |  |                        |
| امتیاز بر پایه وقت: ۲۰-۳۴, ۳۴-۲۲, ۱۸-۳۰, ۳۶-۲۲, وقت اضافه: ۹-۱۲ |  |                        |
| امتیاز: جری وست ۳۵                                              |  | امتیاز: جان هاولیچک ۳۱ |
| بوستون پیشتاز سری ۳ بر ۲                                        |  |                        |

### بازی ۶
| ۲ |

| Rapport |

| بوستون سلتیکس ۱۲۴, لس آنجلس لیکرز ۱۰۹          |  |                        |
| امتیاز بر پایه وقت: ۳۵-۲۸, ۳۵-۲۲, ۲۴-۲۸, ۳۰-۳۱ |  |                        |
| امتیاز: جان هاولیچک ۴۰                         |  | امتیاز: الگین بیلور ۲۸ |
| بوستون برندهٔ سری ۴ بر ۲ و قهرمان ان‌بی‌ای ۱۹۶۸   |  |                        |